# Tony! Toni! Toné!
Tony! Toni! Toné! est un groupe de new jack swing originaire de Oakland, populaire depuis sa création à la fin des années 1980 jusqu'au milieu des années 1990. Le groupe fut composé de D'wayne Wiggins au chant et à la guitare, de son frère Charliz Ray Wiggins (aussi connu sous le nom de Raphael Saadiq) au chant et à la basse et de leur cousin Timothy Christian Riley à la batterie. D'autres membres firent partie du groupe comme Elijah Baker, Carl Wheeler, Randall Wiggins, Amar Khalil, et Antron Haile.
Le nom du groupe est un jeu de mots avec un film sur la Seconde Guerre mondiale Tora ! Tora ! Tora !.

## Histoire du groupe

### 1988
Leur premier album intitulé Who? sortit en 1988. L'album devint rapidement disque d'or et beaucoup de singles devinrent des hits. Le premier d'entre eux "Little Walter" devint numéro 1 des charts R&B. Bien qu'aucun de ces singles ne devient individuellement disque d'or, les trois singles suivants "Born Not To Know", "For The Love Of You" et "Baby Doll" atteignirent le Top 10 R&B.

### 1990
Le groupe sortit en 1990 son second album The Revival et celui-ci devint disque de platine. L'album engendra de nombreux hits R&B avec notamment des titres comme "It Never Rains In Southern California", "Feels Good", "The Blues", et "Whatever You Want" qui atteignirent chacun le haut des classements. "Feels Good" fut le premier single du groupe à atteindre le Top 10 du Hot 100 et à devenir disque d'or. Le single "Me & You" fut repris sur la bande originale du film Boyz N The Hood.

### 1993
Surfant sur la vague du succès, le groupe signa sa meilleure réussite commerciale avec l'album Sons of Soul sorti en 1993. L'album devint rapidement double disque de Platine et certains singles furent de grands succès comme "If I had No loot" qui atteignit la 7e place du Hot 100, "Anniversary" la 10e place du Hot 100 et "(Lay Your Head On My) Pillow" la 4e place des charts R&B.

### 1996
En 1996, le groupe sortit un dernier album, House of Music. Seuls les singles "Thinking Of You" et "Let's Get Down" atteignirent le Top 10 des charts R&B. Toutefois, l'album devint quand même disque de platine.

## Autres participations
Raphael Saadiq commença une carrière solo en produisant quelques singles dont le titre "Ask of you", issu de la bande originale du film Higher learning, qui fut classé dans le Top 20 du Billboard. Au même moment, Saadiq devint un producteur de R&B très réputé, travaillant avec D'Angelo, Total, The Roots et d'autres. Plus tard dans les années 2000, il sortir deux albums Instant Vintage (2002) et Ray Ray (2004).
Lucy Pearl fut un groupe de R&B formé en 1999 à l'initiative de Raphael Saadiq. Les autres membres de Lucy Pearl furent Dawn Robinson (En Vogue) et Ali Shaheed Muhammad (A Tribe Called Quest). Ils sortient un album éponyme en 2000. Après deux singles "Dance Tonight" et "Don't mess with my man", Dawn Robinson quitta le groupe et fut rapidement remplacé par Joi. La nouvelle équipe sortit la chanson "Without You" puis le groupe se sépara.

## Réunions
En 2003, beaucoup de membres de Tony! Toni! Tone! excepté Raphael Saadiq furent invités par Alicia Keys en tant qu'invité sur son album The Diary of Alicia Keys.La chanson issue de cette participation se nomma "Diary", et quand le single sortit à l'automne 2004, il permit au groupe d'obtenir son premier succès (entrée dans le Top 10 US) depuis 11 ans. En 2005, Dwayne Wiggins devint le leader du groupe pour le Weekends at the D.L., show télévisé américain présenté par le comédian D.L. Hughley, diffusé sur la chaîne Comedy Central.
En 2006, le groupe se réunit pour le New Jack Reunion Tour, grande tournée à travers les États-Unis.

## Projets actuels
Dwayne devint volontaire auprès des services urbain YMCA d'Oakland. Il paya des cours de musique à des jeunes de la ville. Les étudiants y gagnent en expérience dans la production musicale, les techniques d'enregistrement en studio et dans le marché de la musique.

## Discographie

### Albums
| Année | Titre          | Certification |
| ----- | -------------- | ------------- |
| 1988  | Who?           | Gold          |
| 1990  | The Revival    | Platinum      |
| 1993  | Sons of Soul   | 2x Platinum   |
| 1996  | House of Music | Platinum      |
| 1997  | Greatest Hits  | Non certifié  |

### Singles
| Année | Titre                                             | Classement Chart | Classement Chart | Classement Chart | Album                                  |
| Année | Titre                                             | US Hot 100       | US R&B/Hip-Hop   | US Dance         | Album                                  |
| ----- | ------------------------------------------------- | ---------------- | ---------------- | ---------------- | -------------------------------------- |
| 1988  | "Little Walter"                                   | 47               | 1                | 43               | Who?                                   |
| 1988  | "Born Not to Know"                                | –                | 4                | –                | Who?                                   |
| 1988  | "Baby Doll"                                       | –                | 5                | 44               | Who?                                   |
| 1989  | "For the Love of You"                             | –                | 6                | –                | Who?                                   |
| 1990  | "The Blues"                                       | 46               | 1                | 43               | The Revival                            |
| 1990  | "Feels Good"                                      | 9                | 1                | 3                | The Revival                            |
| 1990  | "It Never Rains (In Southern California)"         | 34               | 1                | –                | The Revival                            |
| 1991  | "Whatever You Want"                               | 48               | 1                | –                | The Revival                            |
| 1991  | "House Party II"                                  | –                | 19               | –                | House Party II soundtrack              |
| 1993  | "If I Had No Loot"                                | 7                | 8                | 45               | Sons of Soul                           |
| 1993  | "Anniversary"                                     | 10               | 2                | –                | Sons of Soul                           |
| 1994  | "(Lay Your Head on My) Pillow"                    | 31               | 4                | –                | Sons of Soul                           |
| 1994  | "Slow Wine"                                       | –                | 21               | –                | Sons of Soul                           |
| 1996  | "Let's Get Down"                                  | –                | 5                | –                | House of Music                         |
| 1997  | "Thinking of You"                                 | 22               | 5                | –                | House of Music                         |
| 2004  | "Diary" (Alicia Keys Featuring Tony! Toni! Toné!) | 8                | 2                | 1                | Alicia Keys's The Diary of Alicia Keys |

## hors classement car non référencé ci-dessus
Bounce Around est un titre de Tony! Toni! Toné! figurant sur la bande son du film The Mask sorti en décembre 1994